# Kirby 64: The Crystal Shards
Kirby 64: The Crystal Shards, noto come Hoshi no Kirby 64 (星のカービィ64?, Hoshi no Kābī rokujūyon) in Giappone, è un gioco a piattaforme, sviluppato da HAL Laboratory e pubblicato da Nintendo per Nintendo 64. Il gioco è il sequel di Kirby's Dream Land 3 e il primo gioco in 3D della serie, nonché uno dei pochi titoli non diretti da Masahiro Sakurai. È stato ripubblicato su Wii Virtual Console nel 2008.
Lo sviluppo iniziò nel settembre 1997. Il gioco era destinato all'accessorio 64DD del Nintendo 64, ma divenne un titolo N64 standard dopo che l'add-on fallì. HAL inizialmente prevedeva di utilizzare il joystick analogico del controller N64 per Kirby 64, ma è passata al D-pad circa un anno prima del rilascio.
Il gioco ha ricevuto recensioni principalmente positive, venendo elogiato per la sua grafica colorata e lo stile di gioco classico, ma criticato per la bassa difficoltà e dalla breve durata. È stato ripubblicato per la Virtual Console su Wii e Wii U rispettivamente nel 2008 e nel 2015 ed è stato incluso nella compilation per Wii Kirby's Dream Collection nel 2012. Kirby 64 è stato l'ultimo gioco tradizionale della serie per console fissa fino a Kirby's Adventure Wii (2011).

## Trama
Ripple Star, un pianeta popolato dalle fate, è stato invaso da Dark Matter, che ora lo controlla. Ribbon, una delle fate, scappa dal pianeta con il loro grande tesoro, un cristallo. Nell'inseguire Ribbon, gli scagnozzi di Dark Matter rompono il cristallo, i cui pezzi vengono dispersi nel sistema solare. Ribbon cade su Pop Star ed è triste perché ha soltanto un pezzo del cristallo. Viene però consolata da Kirby, che accetta di aiutarla a recuperare gli altri frammenti e liberare Ripple Star dal controllo di Dark Matter.
Kirby e Ribbon vengono anche aiutati da Waddle Dee, Adeleine e King Dedede, che prima di aiutare i 2 si sfideranno
perché sono stati posseduti dai Dark Matter.
Alla fine, Kirby e la sua squadra riescono a recuperare tutti i pezzi del cristallo e raggiungono Ripple Star, dove liberano il pianeta e la regina dall'influenza di Dark Matter (se si ha tutti i pezzi) il quale esploderà. Tuttavia, dopo che si libera la regina, il nemico crea un nuovo pianeta chiamato Dark Star. Dopo aver sconfitto 0² (una versione potenziata di un nemico apparso in una precedente versione di Kirby, chiamato Zero), Kirby e gli altri sono festeggiati come gli eroi che hanno salvato Ripple Star.

## Modalità di gioco
Kirby 64: The Crystal Shards è un platform a scorrimento laterale analogo ai precedenti della serie Kirby e a giochi come Pandemonium (1996) e Klonoa: Door to Phantomile (1997): sebbene ambienti e personaggi siano resi in computer grafica 3D, il gioco è limitato a un piano 2D. I giocatori controllano Kirby usando il D-pad del controller Nintendo 64. Kirby può camminare o correre, accovacciarsi, saltare e inghiottire nemici o oggetti per sputarli come proiettili. Può inoltre volare gonfiandosi, ma mentre vola, Kirby non può attaccare o usare le sue altre abilità, sebbene possa rilasciare un debole sbuffo d'aria. Deglutendo alcuni nemici, Kirby può ottenere Abilità Copia, potenziamenti che gli consentono di assumere le proprietà possedute dal nemico. In alcune sezioni di gioco è possibile utilizzare King Dedede, e può usare il suo martello per rompere oggetti che Kirby non può distruggere.

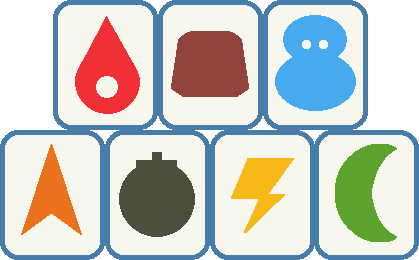
Icone delle abilità del gioco, con cui si possono fare un massimo di 28 combinazioni diverse

Kirby 64 introduce le Abilità Mix, il che permette di combinare le Abilità Copia di Kirby.  Questo può accadere risucchiando due nemici o un nemico ed una Stella Abilità in contemporanea, oppure espellendo o lanciando un nemico con un Abilità di Copia contro un nemico della stessa categoria, trasformandoli così in una nuova Stella Abilità. Ci sono 28 combinazioni possibili, che sono più forti delle normali abilità di copia o hanno effetti aggiuntivi. Ad esempio, combinando le abilità "Fuoco" e "Ago", Kirby può lanciare frecce di fuoco. I giocatori possono anche combinare due delle stesse abilità, aumentando la loro potenza.
Il gioco si svolge in sei mondi, suddivisi in diversi livelli. Dopo che il giocatore ha selezionato un livello, deve affrontarlo evitando nemici e ostacoli. Se Kirby o King Dedede toccano un nemico o un pericolo, perdono punti vita, che possono essere ripristinati mangiando cibo sparsi per i livelli. Se tutti i punti vita vengono persi o il personaggio cade nella parte inferiore dello schermo o viene schiacciato da un oggetto in movimento, il giocatore perde una vita. Perdere tutte le vite si traduce in un game over. I giocatori possono guadagnare vite collezionando stelle o 1-up. Lo scopo del gioco è radunare tutti i frammenti del cristallo disseminati per i livelli. Alla fine di ogni livello è presente un minigioco bonus per raccogliere cibo, stelle o carte con informazioni sui nemici. Alcuni livelli presentano boss che il giocatore deve sconfiggere per poter procedere. Se il giocatore non ha raccolto tutti e settantotto i frammenti prima di sconfiggere il boss del sesto mondo, il gioco termina con un bad ending. Se tutti i frammenti sono stati raccolti, si aprirà il settimo mondo, dove il giocatore può combattere il vero boss finale e sperimentare il good ending del gioco averlo sconfitto.
Al di fuori della piattaforma per giocatore singolo, è possibile accedere a una modalità di gioco multiplayer dal menu principale. Qui, fino a quattro giocatori possono competere in tre minigiochi: 100 metri saltati, una corsa verso il traguardo; Raccolta competitiva, una competizione per raccogliere cibo; e Inseguimento a scacchi,  una lotta alla sopravvivenza tra quattro giocatori che si svolge su una piattaforma fluttuante composta da vari blocchi. I giocatori possono regolare il livello di difficoltà e controllare Kirby, King Dedede, Adeleine o Waddle Dee.

## Sviluppo

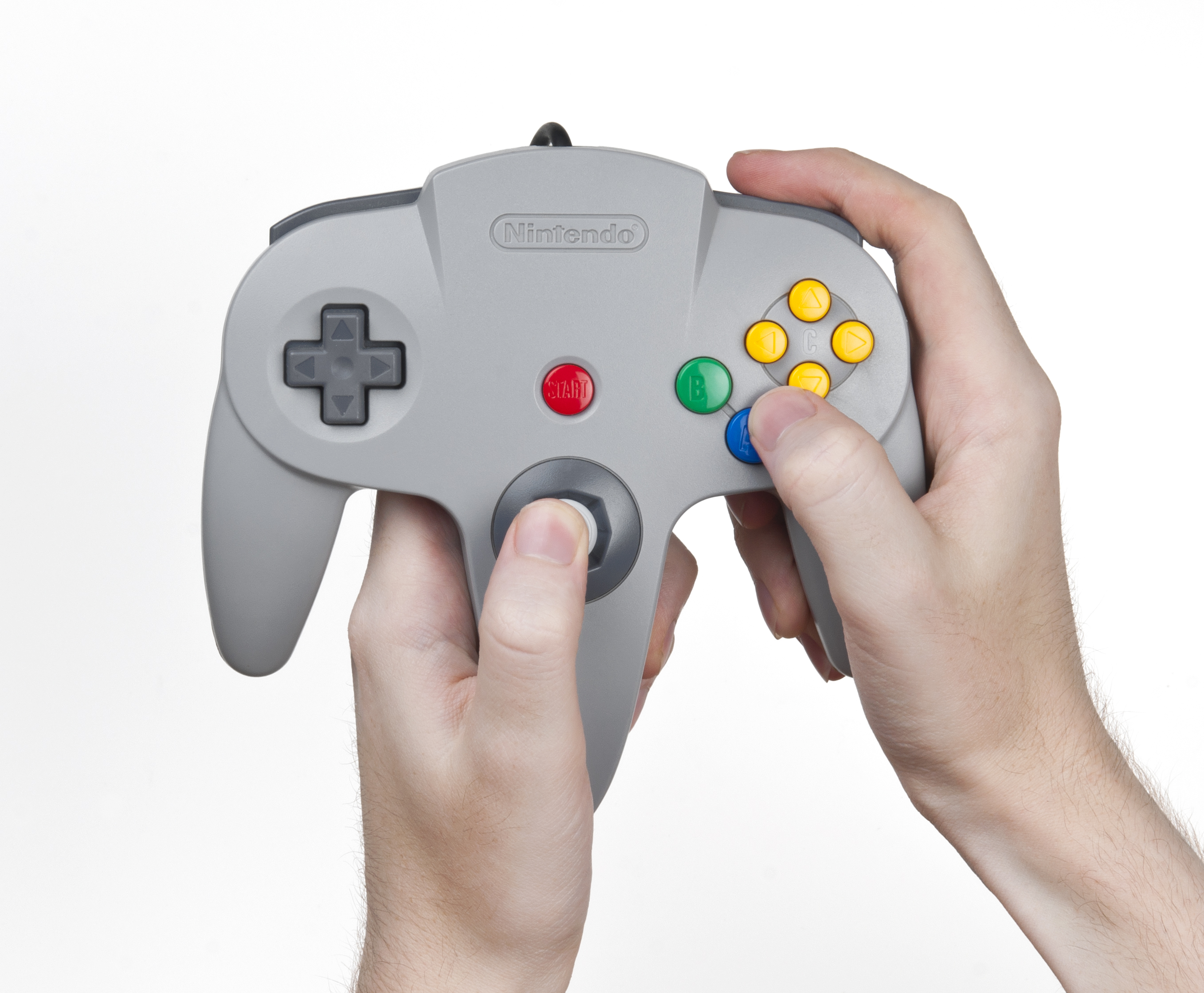
Il prototipo del gioco era stato progettato in modo che venisse utilizzata la levetta analogica del gamepad del Nintendo 64 per controllare Kirby, ma durante lo sviluppo HAL ha preferito l'utilizzo del D-pad dato che il gioco è collocato su un piano 2.5D piuttosto che su uno 3D.

Kirby 64 è stato sviluppato da HAL Laboratory ed è il primo gioco della serie Kirby a presentare grafica 3D. Lo sviluppo iniziò nel settembre 1997, poco prima della pubblicazione di Kirby's Dream Land 3. All'epoca, la grafica 3D stava diventando comune, quindi HAL desiderava creare un gioco Kirby in 3D. Secondo il project manager Takashi Saito, mantenere il progetto nei tempi previsti risultò difficile a causa della grande attenzione ai dettagli di HAL, rendendo quindi necessario bilanciare la creazione di un gioco di qualità con la puntualità nella pubblicazione. Il team di sviluppo dovette prestare attenzione durante la transizione dello stile artistico della serie al 3D, per evitare di deludere i fan della serie. Il gioco venne inizialmente sviluppato per 64DD, un componente aggiuntivo per unità disco per Nintendo 64 (N64), ma divenne un N64 Game Pak standard dopo che l'add-on fallì commercialmente.
Nell'ottobre 1997, HAL aveva creato un prototipo per sperimentare Kirby in 3D. Lo studio lavorò a questo prototipo, che utilizzava la levetta analogica del controller N64 per controllare Kirby, fino a circa un anno prima della pubblicazione.  Saito affermò che il prototipo era quasi finito ed "era abbastanza buono", ma il team sentiva di poter fare di meglio. HAL cambiò quindi la configurazione dei controlli dallo stick analogico al D-pad poiché il gioco era collocato su un piano 2.5D piuttosto che su uno 3D. Allo Space World del 1999, gli sviluppatori osservarono i bambini giocare con la configurazione originale, notando alcune difficoltà nei comandi. L'ideazione di un nuovo schema di controlli portato fu fonte di discussioni poiché HAL aveva utilizzato il pulsante Z in modo prominente in Super Smash Bros. (1999). Il team optò infine per la configurazione del D-pad dopo un test di successo con gli studenti delle scuole elementari.
La meccanica di gioco dell'Abilità Mix fu concepita per migliorare le abilità di Kirby e sperimentare cosa sarebbe accaduto se le Abilità Copia fossero mescolate. Saito avrebbe in seguito evidenziato che il gioco è progettato per tutte le età ed è facile o difficile a seconda dello stile di gioco. Se il giocatore fa troppo affidamento sulle Abilità Mix, il gioco diventa impegnativo, ma risulta più facile se ciò non avviene. In origine, ci sarebbero stati diversi personaggi giocabili (incluso Waddle Dee, il cui gameplay si concentrava sulla raccolta di oggetti), ma solo Kirby e King Dedede furono mantenuti nel gioco finale. Ribbon la fata era inizialmente chiamata Kawashima e concepita come un mezzo per cambiare il personaggio del giocatore.. La tecnologia dell'N64 rese inoltre possibili minigiochi per quattro giocatori. Il creatore di Kirby Masahiro Sakurai ebbe poco coinvolgimento con Kirby 64 ed evitò di giocarci durante lo sviluppo; temeva infatti che qualsiasi commento avesse fatto sarebbe stato in conflitto con la visione di HAL.
Nintendo annunciò il gioco all'E3 1999. Secondo IGN, la rappresentazione di Kirby sull'N64 era "attesa da tempo", poiché un gioco della serie precedente per la stessa console, Kirby Bowl 64, era stato cancellato. Kirby 64 fu pubblicato in Giappone il 24 marzo 2000, in Nord America il 26 giugno 2000 e in Europa il 22 giugno 2001. GameSpot notò che a differenza di altri giochi Kirby, Kirby 64 era uscito prima della fine del supporto per il suo sistema. Saito affermò successivamente che avrebbe voluto rendere disponibile il gioco prima, ma un maggiore tempo di sviluppo avrebbe reso il prodotto finale meno grezzo. È stato l'ultimo tradizionale gioco per console fissa della serie Kirby fino a Kirby's Adventure Wii (2011).
Nintendo ha ripubblicato Kirby 64 per Virtual Console su Wii e Wii U rispettivamente nel 2008 e nel 2015 Il gioco è stato incluso anche nella Kirby's Dream Collection (2012), una compilation per Wii volta a celebrare il 20º anniversario dei titoli Kirby.

## Accoglienza
| Testata               | Giudizio |
| --------------------- | -------- |
| Metacritic (media al) | 77/100   |
| Edge                  | 5/10     |
| Famitsū               | 32/40    |
| GameFan               | 90%      |
| GameSpot              | 6,9/10   |
| Hyper                 | 85%      |
| IGN                   | 7,9/10   |
| N64 Magazine          | 72%      |
| Nintendo Power        | 8,1/10   |

Kirby 64 ha ricevuto "recensioni generalmente favorevoli", secondo l'aggregatore di recensioni Metacritic. I critici l'hanno paragonato ad altri videogiochi a piattaforme 2.5D su Nintendo 64 tra cui Goemon's Great Adventure (1998) e Yoshi's Story (1997). Alcuni hanno ritenuto che il suo gameplay e la grafica ricordassero i vecchi giochi platform per Nintendo Entertainment System e Super NES. Edge ha considerato questo un difetto, indicando che il gioco soffriva di una mancanza di innovazione a differenza di altri franchise Nintendo affermatisi nel crescente mercato dei giochi 3D. GameFan ha scritto che, benché differente dai giochi 3D, la grafica di Kirby 64 ricordava i giochi Super NES e presto sarebbe sembrata antiquata.
I critici hanno ritenuto che il gioco mancasse di longevità e difficoltà. N64 Magazine ha ritenuto piacevoli i primi livelli ma obsolete le fasi successive e ha affermato che il gioco avrebbe beneficiato di un design dei livelli più complesso. Ha inoltre dichiarato che Kirby 64 avesse del potenziale sprecato e lo ha descritto come "breve e ripetitivo". Electronic Gaming Monthly ha scritto che "il ritmo più lento e la bassa difficoltà del gioco hanno reso difficile mantenere l'interesse".  Entrambe le testate hanno convenuto che la ricerca di tutti i frammenti aggiungesse qualche sfida, benché GameSpot ritenesse che anche questo contenuto potesse essere completato in tre giorni. IGN e Hyper hanno anche consigliato il gioco per il noleggio ai giocatori più anziani e per l'acquisto verso i bambini. La grafica "carina" del gioco e gli elementi della storia hanno anche influenzato i critici a consigliare il gioco ai bambini. I minigiochi sono stati anche criticati per aver aggiunto poco alla longevità del gioco, sebbene siano stati fatti alcuni paragoni positivi con Mario Party.
Sebbene la grafica sia stata giudicata sfavorevolmente per la sua semplicità e dolcezza, ha anche ricevuto elogi significativi. N64 Magazine ha definito la grafica l'aspetto migliore del gioco e ha elogiato lo scenario e gli ambienti. Electronic Gaming Monthly ha definito i colori "luminosi" e "puliti", e Hyper ha scritto che le sue sfumature pastello ricordavano un libro illustrato. Nintendo Power ha paragonato l'aspetto carino e colorato del gioco a Yoshi's Story. IGN ha affermato che Kirby 64 era "Semplice. Cartoonesco. Colorato. [...] È un gioco di Kirby, e sembra esattamente come ti aspetteresti." Diversi giornalisti hanno elogiato le animazioni dei personaggi. GameSpot ha definito i personaggi realistici e Hyper ha percepito la personalità in tutti i personaggi e i nemici.
Tra le recensioni retrospettive, Nintendo Life ha commentato che la grafica del gioco ha resistito allo scorrere del tempo a causa delle sfumature e dei colori stilizzati e ha ritenuto che gli ambienti dessero un senso di grandezza raro in altri titoli di Kirby. Eurogamer ha sentenziato che "non utilizza tanto le capacità del N64 come avrebbe potuto fare, e rimane una perenne seconda fila nel pantheon Nintendo proprio per questo motivo, ma non è una scusa per liquidare qualcosa di così coinvolgente e rifinito". GamesRadar ha elencato Kirby 64 come il sesto miglior gioco di Kirby (al 2012) e il 23° miglior gioco per N64. USgamer lo ha classificato come il 13° miglior gioco tradizionale di Kirby su 16 nel 2017, definendolo "privo di ispirazione".